# Rekviem
Rekviem tudi Requiem (latinsko missa pro defunctis) maša zadušnica, je bogoslužni obred rimskokatoliške Cerkve. 
Hkrati je rekviem tudi naziv glasbene kompozicije, ki lahko služi pri mašnih obredih, pa tudi kot samostojna ciklična koncertna skladba. Posamezni stavki so zasnovani na besedilih ustaljenih sekvenc Svete maše, od katere so odvzeti veseli stavki (npr. aleluje). V maši zadušnici so dodane himne kontemplativnega značaja in obvezni napev dies irae. 